# Batalha de Beaugency
A Batalha de Beaugency foi um confronto militar travado entre os exércitos da França e da Inglaterra, que aconteceu de 16 a 17 de junho de 1429. Esta foi uma das primeiras batalhas em que Joana d'Arc participou. Logo após a libertação de Orleães, as tropas francesas foram capturando diversas cidades ao longo do rio Loire. Essa campanha reverteu uma recente maré de derrotas da França nas últimas décadas durante a Guerra dos Cem Anos.